# George Wayne Douglas
George Wayne Douglas (New Westminster, 22 de junio de 1938 - Duncan, 10 de febrero de 2005) fue un botánico, y ecólogo canadiense.
Hizo numerosos viajes de exploración en Canadá; como el de 1973 a 1977, con su hermana y colega Gloria Ruyle-Douglas, que habían constituido la "Douglas Ecological Consultants Ltd." en Victoria (Columbia Británica) realizando estudios botánicos y ecológicos en el "Parque Nacional Kluane", y recolectando más de 6.000 especímenes de la flora del Yukon
Falleció después de un ataque particularmente grave cáncer. 

## Algunas publicaciones
- g. w. Douglas, m. w. Ryan. 2006. Conservation evaluation of Prairie Lupine, Lupinus lepidus var. lepidus, in Canada. Canadian Field-Naturalist 120(2): 147-152
- --------------, --------------. 2006. Conservation evaluation of the Seaside Bird’s-foot Trefoil, Lotus formosissimus, in Canada. Canadian Field-Naturalist 120(2): 153-156
- 1999. Status of scarlet ammannia in British Columbia. Wildlife bulletin. Ed. Ministry of Environment, Lands, and Parks, Wildlife Branch. 8 pp. ISBN 0-7726-3854-3
- george wayne Douglas, gloria Gayle Ruyle-Douglas. 1978. Contributions to the floras of British Columbia and the Yukon Territory I. Vascular Plants. Can. J. of Botany, 56(18) : 2296-2302
- --------------, * --------------. 1978. Nomenclatural changes in the Asteraceae of British Columbia. I. Senecioneae. Can. J. of Botany 56: 1710-1711
- --------------, r. j. Taylor. 1970. Contributions to the flora of Washington. Rhodora 72: 496-501

### Libros
- george wayne Douglas, dellis vern Meidinger, gerald bane Straley,. 1998. Rare native vascular plants of British Columbia. Ed. BC Environment. 423 pp. ISBN 0-7726-3307-X
- ronald j. Taylor, george wayne Douglas. 1995. Mountain plants of the Pacific Northwest: a field guide to Washington, western British Columbia, and southeastern Alaska. Ed. Mountain Press Publ. 437 pp. ISBN 0-87842-314-1 en línea
- george wayne Douglas, elizabeth j. Stephen. 1995. The Sunflower Family (Asteraceae) of British Columbia: Astereae, Anthemideae, Eupatorieae and Inuleae. Occasional papers of the British Columbia Provincial Museum. Ed. British Columbia Provincial Museum. 393 pp. ISBN 0-7726-2161-6
- --------------. 1995. The sunflower family (Asteraceae) of British Columbia: Astereae, Anthemideae, Eupatorieae and Inuleae. Volumen 2. Ed. Royal British Columbia Museum. 393 pp.
- --------------, george wayne Douglas, gerald bane Straley, dellis vern Meidinger. 1989. The Vascular Plants of British Columbia: Dicotyledons (Primulaceae through Zygophyllaceae) and Pteridophytes. Parte 3 de The Vascular Plants of British Columbia. Ed. Ministry of Forests. 177 pp.
- george wayne Douglas, adolf Češka, gloria Gayle Ruyle-Douglas. 1983. A floristic bibliography for British Columbia. Ed. Province of British Columbia, Ministry of Forests. 143 pp. ISBN	0771991908
- wilbur l. Peterson, george wayne Douglas. 1977. Air quality monitoring with a lichen network: baseline data. Environmental research monograph. Ed. Syncrude Canada Ltd. 79 pp.
- ronald j. Taylor, george wayne Douglas. 1975. Mountain wild flowers of the Pacific Northwest. Ed. Binford & Mort. 176 pp. ISBN 0-8323-0231-7
- 1973. Alpine plant communities of the North Cascades Range,Washington and British Columbia. Tesis de Ph.D., University of Alberta, Edmonton, Alberta. 145 pp.
- 1970. A vegetation study in the subalpine zone of the western North Cascades, Washington. Tesis de M.Sc. , University of Washington, Seattle,Washington. 293 pp.

## Reconocimientos
Miembro de
- Northwest Scientific Association
- Ottawa Field-Naturalists’ Club
- Rare Plant Consortium
- Association of Professional Biologists